# CLC International
Cet article possède un paronyme, voir CLE International.
CLC International (appelée Librairie CLC en francophonie; CLC est l’abréviation de Christian Literature Crusade) est une maison d'édition et un réseau international de librairies chrétiennes évangéliques.   Son siège est à Sheffield, au Royaume-Uni.

## Historique
Ken Adams et sa femme Bessie ont ouvert une première librairie "The Evangelical Publishing House" en 1939 à Colchester au Royaume-Uni . Avec l'aide de soutiens financiers, ils fondent CLC en 1941. En 1947,  ils ouvrent une succursale à Rochester (New York), aux États-Unis . En 2023, CLC compterait 110 librairies dans 40 pays du monde.